# سانتوس هرنانديز (لاعب كرة قاعدة)
سانتوس هرنانديز (بالإنجليزية: Santos Hernández)‏ هو لاعب كرة قاعدة أمريكي، ولد في 1972.

## وصلات خارجية
- سانتوس هرنانديز على موقع دوري كرة القاعدة الرئيسي (الإنجليزية)
- سانتوس هرنانديز على موقعبيزبول رفرنس.كوم (الدوري الثانوي) (الإنجليزية)